# Indice h
L'indice h (ou indice de Hirsch ou h-index en anglais) est un indice ayant pour but de quantifier la productivité scientifique et l'impact d'un scientifique en fonction du niveau de citation de ses publications. En résumé, un chercheur avec un indice de h a publié h articles qui ont été cités au moins h fois. Cet indice peut aussi s'appliquer à un groupe de scientifiques, tel qu'un département, une université ou un pays. Cet indice appartient à l'ensemble des métriques du niveau d'un auteur (en).
L'indice a été suggéré en 2005 par Jorge Hirsch comme un outil pour déterminer une qualité relative des physiciens théoriciens, cette mesure pouvant être étendue à tous les chercheurs publiant dans des revues à comité de lecture. Hirsch suggère que, pour les physiciens, une valeur de 10-12 devrait permettre de considérer un poste de chercheur résidant dans une université renommée. Un poste de professeur pourrait être considéré à partir de 18, et 15-20 pour la qualité de membre de la Société américaine de physique. Une valeur supérieure à 45 pointerait vers la possibilité d'être admis à l'Académie nationale des sciences. En janvier 2020 Jorge Hirsch revint cependant sur cette idée :  « J'ai proposé l'index H en espérant qu'il serait une mesure objective d'accomplissement scientifique. Dans l'ensemble, je pense que cela est considéré comme étant le cas. Mais à présent, j'en suis venu à croire qu'il [l'index H] peut aussi échouer spectaculairement et avoir de sévères conséquences négatives involontaires. Je peux comprendre ce qu’a dû ressentir l'apprenti sorcier. »

## Définition et mesure
L'indice est fondé sur la distribution des citations dont fait l'objet le travail d'un chercheur. D'après Hirsch : « Un scientifique a un indice h si h de [ses] Np articles ont chacun au moins h citations, et les autres (Np - h) articles ont au plus h citations chacun. »
Autrement dit, un chercheur avec un indice de h a publié h articles qui ont été cités au moins h fois. Dès lors, l'indice h reflète à la fois le nombre de publications et le nombre de citations par publication. L'indice permet d'aller plus loin que la simple mesure du nombre d'articles ou de citations, tout en ne permettant qu'une comparaison des chercheurs à l'intérieur d'un même champ (les conventions de citation pouvant varier). En physique, un chercheur de niveau moyen devrait avoir un {\displaystyle h} à peu près équivalent à la durée de sa carrière, tandis que pour les chercheurs en sciences biologiques et biomédicales cette valeur est généralement plus élevée.
Dans un modèle linéaire (où chaque article obtient chaque année le même nombre de citations), si on note {\displaystyle \scriptstyle N_{c}(y)} le nombre de citations du y-ème article le plus cité alors :
{\displaystyle N_{\text{c}}(y)=N_{\text{c}}(1)-\left({\frac {N_{\text{c}}(1)}{h}}-1\right)y}
On obtient alors la formule : {\displaystyle \scriptstyle y_{\text{m}}=h\left(a\pm {\sqrt {a^{2}-2a}}\right)} où {\displaystyle \scriptstyle y_{\text{m}}=\sum _{y\geq 1}N_{c}(y)} est la somme totale d'articles, {\displaystyle \scriptstyle a={\frac {N_{\text{c,tot}}}{h^{2}}}} et {\displaystyle \scriptstyle N_{c,tot}} est le nombre total de citations.

## Exemple

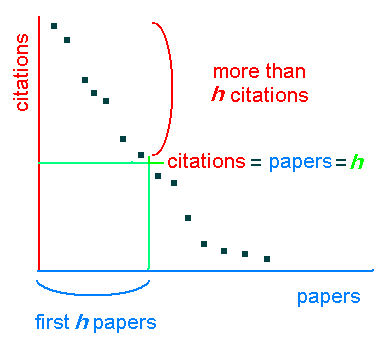
Visualisation de l'indice h calculé sur la base de 14 articles publiés et triés par nombre de citations décroissant. Ici, l'indice H est de 7 (7 articles ont été cités au moins 7 fois)

Formellement, si f est la fonction qui correspond au nombre de citations pour chaque publication, nous calculons l'indice h comme suit : nous ordonnons d'abord les valeurs de f de la plus grande à la plus petite valeur. Ensuite, nous cherchons la dernière position dans laquelle f est supérieur ou égal à la position (nous appelons h cette position). Par exemple, si nous avons un chercheur avec 5 publications A, B, C, D et E avec respectivement 10, 8, 5, 4 et 3 citations, l'indice h est égal à 4 car la 4e publication a 4 citations et la 5e n'en a que 3. En revanche, si les mêmes publications ont 25, 8, 5, 3 et 3 citations, alors l'indice est 3 (c'est-à-dire la 3e position) car le quatrième article n'a que 3 citations. De plus, l'indice n'est pas influencé par l'article très réussi.
f (A) = 10, f (B) = 8, f (C) = 5, f (D) = 4, f (E) = 3 → indice h  = 4
f (A) = 25, f (B) = 8, f (C) = 5, f (D) = 3, f (E) = 3 → indice h  = 3
Si nous avons la fonction f ordonnée par ordre décroissant de la plus grande valeur à la plus basse, nous pouvons calculer l'indice h comme suit :
indice h (f) = {\displaystyle \max _{i}\min(f(i),i)}

## Indice plus réaliste
L'indice précédent ne fait pas apparaître la notion d'auteur unique ou coauteurs, ni la notion de premier auteur. Par ailleurs, dans le même article, Hirsch propose un indice qui se veut plus réaliste. La généralisation est de ne plus donner une relation linéaire entre {\displaystyle \scriptstyle y_{m}} et h :
{\displaystyle y_{\text{m}}=h\left(1+\alpha ^{\beta }\ln(h)\right)^{\frac {1}{\beta }}}
où {\displaystyle \scriptstyle a,\alpha } et {\displaystyle \scriptstyle \beta } vérifient l'équation :
{\displaystyle \alpha e^{\alpha ^{-\beta }}={\frac {a}{\int _{0}^{\infty }e^{-z^{\beta }}\,\mathrm {d} z}}}

## Indicehet auto-citations
L'une des pratiques courantes des auteurs pour augmenter artificiellement leur indice h est de citer de manière disproportionnée leurs propres travaux, distorsion notée par Hirsch dans son article original.
Calculer un indice h corrigé pour tenir compte du ratio d'auto-citations est une tâche fastidieuse, car les moteurs de recherche tels que le Web of Science ou Google Scholar ne permettent pas de le calculer.
Une étude heuristique a montré qu'en faisant l'hypothèse d'un ratio d'auto-citations constant (p), l'indice h peut être corrigé de la manière suivante pour obtenir un indice b : {\displaystyle b=(1-p)^{0.75}h}

## Critiques
Il existe plusieurs situations où l'indice h peut induire en erreur à propos de la production scientifique. La plupart de ces situations ne sont pas exclusives à l'indice h et peuvent s'appliquer à d'autres indicateurs bibliométriques.
- L'indice h ne tient pas compte du nombre de citations habituel dans différents domaines. Le comportement de citation varie beaucoup selon la discipline scientifique[7]. Cela invalide les comparaisons entre les disciplines, et même dans des spécialités d'une même discipline[8].
- Il ne tient pas compte de la position de l'auteur dans la liste des auteurs d'un article, ni du nombre de co-auteurs, alors que cela est important dans plusieurs disciplines[9],[10].
- Il prend en compte aussi bien les citations positives que négatives : c'est une mesure quantitative et non qualitative[11].
- Il ne prend pas en compte le biais de citation[11].
- Il ne fournit pas une mesure de l'impact scientifique plus précise que le nombre total de citations d'un chercheur[12]. En particulier, Alexander Yong[13] a montré que la formule {\displaystyle h\approx 0,54{\sqrt {N}}}, où N est le nombre total de citations, est une approximation fiable de l'indice h dans la plupart des cas (avec des erreurs entre 10 et 20 pour cent).
- Une étude a trouvé que l'indice h avait une exactitude et une précision de prévision légèrement moindre qu'une simple mesure de la moyenne de citation par article[14]. Cependant, cette étude a été contredite par une autre étude de Hirsch[15].
- L'indice h est un entier naturel, ce qui réduit son pouvoir de discrimination. Ruane et Tol ont proposé un nombre rationnel qui effectue une interpolation entre h et h + 1[16].
- Il peut être manipulé par auto-citation[17],[18],[19].
- Il est fondé sur les données de Google Scholar, ce qui fait que même des documents générés par ordinateurs (comme SCIgen) peuvent être utilisés pour manipuler l'indice h[20].
- Il est la compilation de deux informations : le nombre de citations (impact) et le nombre de publications (productivité). Ce qui est un appauvrissement qualitatif puisque deux informations sont fusionnées en une seule.
- Enfin, cet indice ne reflète en rien l’impact de la recherche qui, selon une vision utilitariste, ne peut être réduit au taux de citation de publications par ses pairs, donc, qui ne concernerait que les cercles des seuls initiés. L'impact – sensu évaluation de projet de recherche-innovation-développement – d’une action de recherche serait l’utilisation avérée de ses résultats à un niveau plus proche des bénéficiaires (décideurs, ingénieurs, agriculteurs, etc.), donc, dans le sens recherche vers innovation (un résultat de recherche utilisé) et développement (i.e., profite à la société qui finance cette recherche)[21].